# Медівниця
Медівниця чи лобулярія (Lobularia) — рід квіткових рослин родини Капустяні (Brassicaceae), близькоспоріднений роду Бурачок (Alyssum). Рід містить 4 види, які поширені в Північній Африці, Західній Азії й Південній Європі.
Рослини однорічні або багаторічні, досягають 8-40 см у висоту, з білими або світло-фіолетовими дрібними квітками, зібраними в волоть.
Медівниця приморська (Lobularia maritima) — популярна садова рослина, широко використовується для оформлення бордюрів, клумб; вирощується по всьому світу.
Інші види: Lobularia arabica (Boiss.) Muschl., Lobularia canariensis (DC.) L.Borgen, Lobularia libyca (Viv.) Meisn.